# Сандберг, Мигель
Мигель Филип Сандберг (швед. Miguel Filip Sandberg, кит. 岳明峰; род. 5 августа 2002, Стокгольм) — шведский и тайваньский футболист, нападающий «Вестероса».

## Клубная карьера
Футболом начал заниматься в детской команде «Сегельторп», где тренером работал его отец. Вместе с командой становился победителем кубка Швеции среди сверстников. В 2017 году дебютировал за основную команду клуба, сыграв два матча в рамках четвертого дивизиона Швеции. В 2018 году покинул команду и в течение года тренировался с молодёжной командой столичного «Юргордена», откуда перебрался в «Юрсхольм».
В феврале 2022 года перешёл в «Вестерос», с которым подписал контракт, рассчитанный на три года. В его составе дебютировал в Суперэттане, появившись на поле в середине второго тайма вместо Симона Юханссона. Выступал на правах аренды за «ИФК Эскильстуна» и «Оскарсхамн».

## Карьера в сборной
В 2018 году в составе юношеской сборной Тайваня принимал участие в чемпионате Азии по футболу. На турнире принял участие в двух матчах группового этапа с Индонезией (1:3) и ОАЭ (1:8).
В сентябре 2023 года дебютировал за национальную сборную Тайваня в товарищеском матче со сборной Филиппин.

## Личная жизнь
Родился в Стокгольме в семье шведа и тайваньки.

## Клубная статистика
| Выступление       | Выступление      | Выступление      | Лига | Лига | Кубки | Кубки | Конт. кубки | Конт. кубки | Итого | Итого |
| Клуб              | Лига             | Сезон            | Игры | Голы | Игры  | Голы  | Игры        | Голы        | Игры  | Голы  |
| ----------------- | ---------------- | ---------------- | ---- | ---- | ----- | ----- | ----------- | ----------- | ----- | ----- |
| Сегельторп        | Дивизион 4       | 2017             | 5    | 0    | 0     | 0     | 0           | 0           | 5     | 0     |
| Сегельторп        | Итого            | Итого            | 5    | 0    | 0     | 0     | 0           | 0           | 5     | 0     |
| Юрсхольм          | Дивизион 4       | 2020             | 3    | 0    | 0     | 0     | 0           | 0           | 3     | 0     |
| Юрсхольм          | Дивизион 4       | 2021             | 3    | 0    | 0     | 0     | 0           | 0           | 3     | 0     |
| Юрсхольм          | Итого            | Итого            | 6    | 0    | 0     | 0     | 0           | 0           | 6     | 0     |
| Вестерос          | Суперэттан       | 2022             | 14   | 0    | 1     | 0     | 0           | 0           | 15    | 0     |
| Вестерос          | Суперэттан       | 2023             | 11   | 2    | 1     | 0     | 0           | 0           | 12    | 2     |
| Вестерос          | Итого            | Итого            | 25   | 2    | 2     | 0     | 0           | 0           | 27    | 2     |
| → ИФК Эскильстуна | Дивизион 2       | 2022             | 4    | 1    | 0     | 0     | 0           | 0           | 4     | 1     |
| → ИФК Эскильстуна | Дивизион 2       | 2023             | 1    | 0    | 0     | 0     | 0           | 0           | 1     | 0     |
| → ИФК Эскильстуна | Итого            | Итого            | 5    | 1    | 0     | 0     | 0           | 0           | 5     | 1     |
| → Оскарсхамн      | Дивизион 1       | 2023             | 6    | 2    | 0     | 0     | 0           | 0           | 6     | 2     |
| → Оскарсхамн      | Итого            | Итого            | 6    | 2    | 0     | 0     | 0           | 0           | 6     | 2     |
| Всего за карьеру  | Всего за карьеру | Всего за карьеру | 47   | 5    | 2     | 0     | 0           | 0           | 49    | 5     |

## Статистика в сборной
| Матчи и голы Мигеля Сандберга за национальную сборную Тайваня | Матчи и голы Мигеля Сандберга за национальную сборную Тайваня | Матчи и голы Мигеля Сандберга за национальную сборную Тайваня | Матчи и голы Мигеля Сандберга за национальную сборную Тайваня | Матчи и голы Мигеля Сандберга за национальную сборную Тайваня | Матчи и голы Мигеля Сандберга за национальную сборную Тайваня |
| №                                                             | Дата                                                          | Оппонент                                                      | Счёт                                                          | Голы                                                          | Соревнование                                                  |
| ------------------------------------------------------------- | ------------------------------------------------------------- | ------------------------------------------------------------- | ------------------------------------------------------------- | ------------------------------------------------------------- | ------------------------------------------------------------- |
| 1                                                             | 8 сентября 2023                                               | Филиппины                                                     | 1:1                                                           | 0                                                             | Товарищеский матч                                             |
| 2                                                             | 12 сентября 2023                                              | Сингапур                                                      | 1:3                                                           | 0                                                             | Товарищеский матч                                             |

Итого:2 матча и 0 голов; 0 побед, 1 ничья, 1 поражение.